# Bernat Guillem d'Entença

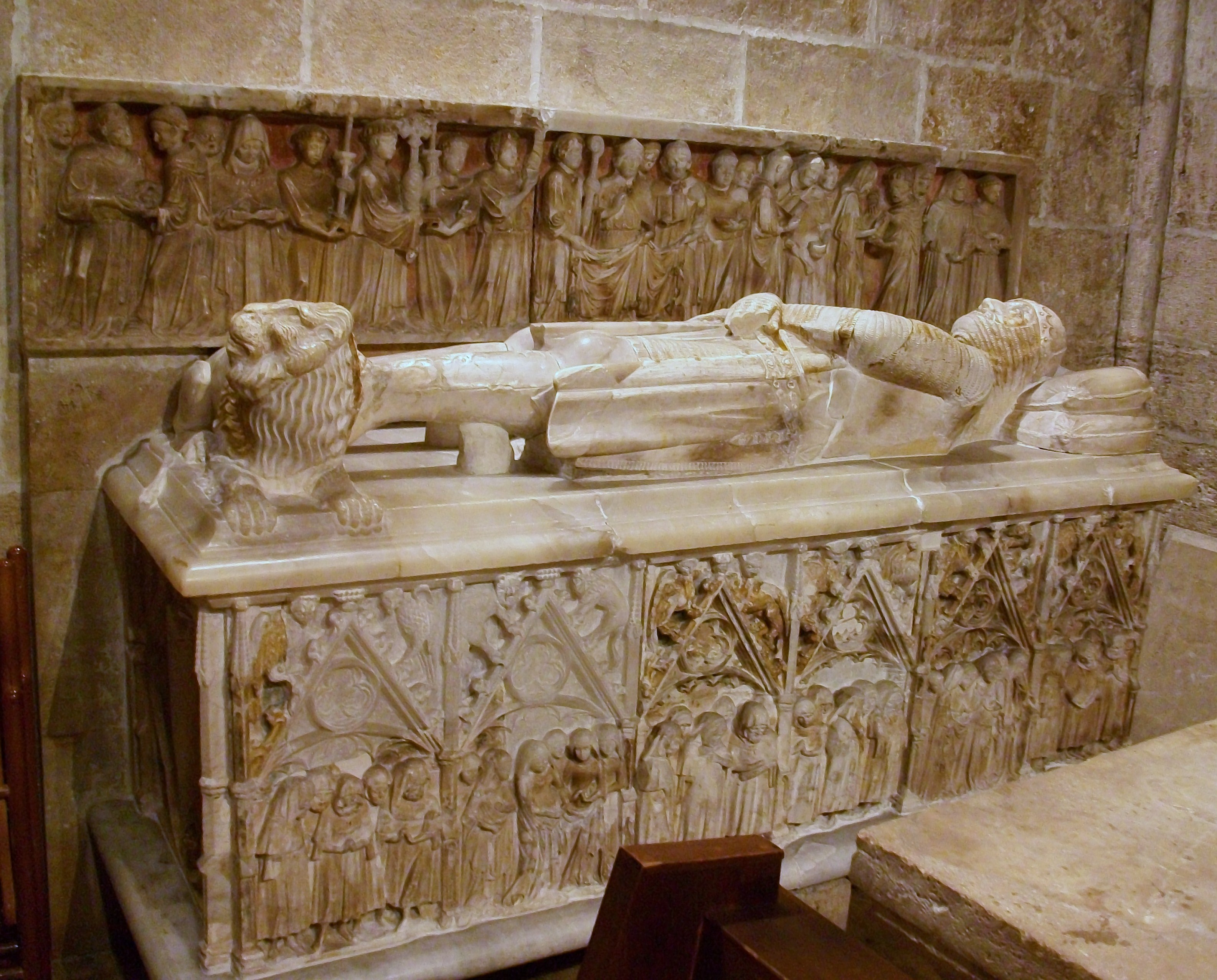
Sepulcre de Bernat Guillem d'Entença al monestir del Puig.

Bernat Guillem d'Entença (?-El Puig de Santa Maria, 1237) fou senyor de Fraga.
Fill de Bernat Guillem de Montpeller i Jussiana d'Entença, oncles de Jaume el Conqueridor.
El juliol de 1215 rep la senyoria de Fraga cedida pel seu germà Guillem d'Entença juntament amb la possessió d'altres castells, però va compartir les rendes de Fraga amb el comtat d'Urgell i el vescomtat de Bearn. El rei va permutar les rendes que havien anat a parar a mans del comtat d'Urgell i les retornà a Fraga. el 1215.
Participà en les campanyes de la conquesta de Mallorca i la conquesta de València, en la qual va liderar el Setge de Borriana, on fou ferit el 1235 i morí el 1237 al Puig de Santa Maria.